# 卡萊輪胎
卡萊運輸產品有限公司（Carlisle Transportation Products Company）為美國一家工業用皮帶、特殊輪胎與輪圈製造商，母公司為股票上市之卡萊集團（Carlisle Companies, Inc.），產品範圍為園藝機械、ATV、高爾夫球車、農業用機械、堆高機、手推車或其他工具車之輪胎與輪圈、工業用皮帶。

## 沿革與簡史
查理斯·木米（Charles S. Moomy）於1917年在美國賓夕法尼亞州卡萊爾創設卡萊輪胎與橡膠有限公司（Carlisle Tire & Rubber Company），專門銷售內胎給零售商蒙哥馬利·華德公司（Montgomery Ward and Company）。1929年適逢經濟大蕭條，美國股票市場於10月29日一夕之間崩盤，為了避免破產，木米將手中所有股份賣給費城聯邦準備銀行（Federal Reserve Bank of Philadelphia），後者因而成為最大股東。
1939年爆發第二次世界大戰，侵占東南亞各國的日本切斷了全球95%的天然橡膠來源，迫使卡萊輪胎開始尋求其他原物料源頭。1945年12月，該公司開始使用丁基橡膠（又稱人造膠）製造內胎。1943年位於俄亥俄州紐華克的法瑞斯輪胎與橡膠公司（Pharis Tire and Rubber Company）以33萬美元的代價買下卡萊輪胎，不過卻經營不善而蒙受重大損失，董事會在1949年決議清算這家公司。所有股票重新分配給法瑞斯輪胎的股東，並將名稱變更為卡萊公司（Carlisle Corporation）。
在1950與1960年代，卡萊公司開始併購其他公司的多元化產品，包含屋頂隔絕材料、絕緣電線、嬰兒食品罐之密封環等。至1960年代末期，卡萊公司的產品範圍從航空航天、電子、橡膠輪胎、汽車零配件、煞車片、工程材料等。

## 在中國的事業發展
1994年卡萊集團麾下之卡萊亞太分公司（Carlisle Asia-Pacific, Inc.）併購位於廣東省深圳市龍崗區布吉鎮大芬村的星威橡膠廠，改稱「卡萊輪胎及橡膠公司星威製品廠」。但是由於空氣與環境污染的問題，該工廠屢屢遭到附近居民投訴，遂於2006年12月18日買下位於同省梅州市梅縣雁洋鎮的廣東梅雁輪胎有限公司及梅縣梅雁熱電有限公司，另行於2007年2月8日成立「卡萊（梅州）橡膠製品有限公司」，逐步將布吉舊廠的設備與員工搬遷過去。
卡萊輪胎在中國的事業單位包括：
- 卡萊泰森（上海）商貿有限公司：上海市長寧區江蘇路398號舜元企業發展大廈19樓
- 卡萊輪胎及橡膠公司星威製品廠：廣東省深圳市龍崗區布吉街道大芬村布沙路217號
- 卡萊（梅州）橡膠製品有限公司：廣東省梅州市梅縣雁洋鎮
- 卡萊輪胎香港公司：香港新界沙田區事會路138號新城市中央廣場第1座6樓612-613室

## 外部連結
- （英文）英文官方網站 （页面存档备份，存于）
- 中國官方網站